# Chordariopsidaceae
Famille
Les Chordariopsidaceae sont une famille d’algues brunes de l’ordre des Ectocarpales. 

## Étymologie
Le nom vient du genre type Chordariopsis, composé du préfixe latin "chorda-", corde, et du suffixe latin "-opsis", « semblable à », en référence l'apparence de la plante proche de l'algue du genre Chordaria, de la même famille.

## Liste des genres
Selon Catalogue of Life (29 oct. 2012) :
- Chordariopsis